# 扎布热矿工
扎布熱礦工（波蘭語：Górnik Zabrze，國際音標： /ˈgurnik ˈzabʐɛ/；全名：Klub Sportowy Górnik Zabrze），又名戈爾尼克扎布熱，是波蘭西里西亞省扎布熱一家足球會，目前屬於波蘭甲組足球聯賽。扎布熱礦工贏得多個聯賽冠軍，在1960-1980年代主導波蘭足球界。扎布熱礦工的球衣以紅色、白色為主調。扎布熱礦工的原名中「戈爾尼克」（Górnik）在波蘭語解作「採礦」，故它們別名「礦工」（波蘭語：Górnicy）。

## 榮譽
- 欧洲优胜者杯
  - 亞軍 (1)：1970
- 波蘭足球甲級聯賽
  - 冠軍 (14)：1957, 1959, 1961, 1962/63, 1963/64, 1964/65, 1965/66, 1966/67, 1970/71, 1971/72, 1984/85, 1985/86, 1986/87, 1987/88
- 波蘭超級盃
  - 冠軍 (1)：1988
- 波蘭盃
  - 亞軍 (6)：1964/65, 1967/68, 1968/69, 1969/70, 1970/71, 1971/72
- 波蘭聯賽盃
  - 冠軍 (1)：1978年； (非官方)

## 参效力过的著名球员
- 安迪施積·比納斯
- 沃齐米日·卢班斯基

## 外部連結
- 官方網頁 （页面存档备份，存于）
- Górnik Zabrze Sportowa Spółka Akcyjna （页面存档备份，存于）